# A terra mia
(Giuseppe Coniglio - novembre 1998 Pazzano)
A terra mia è la terza e ultima raccolta di poesie del poeta dialettale pazzanese Giuseppe Coniglio (1922-2006), conosciuto meglio come "U poeta ", pubblicate nel 1998 da Arti Grafiche Edizioni.
Essa comprende anche la commedia teatrale "Marcu e Filomena", una serie di foto delle sculture fatte dal poeta e un piccolo dizionario delle parole e modi di dire pazzanesi per meglio comprenderne le poesie.
Le poesie sono suddivise in tre sezioni:
1. Dolcezza di sentimenti e di pensiero
2. Tipi e usanze di paese
3. Parodie di personaggi, avvenimenti e consuetudini

## Poesie dell'opera divise per sezione
| Dolcezza di sentimenti e di pensiero | Tipi e usanze di paese       | Parodie di personaggi, avvenimenti e consuetudini |
| ------------------------------------ | ---------------------------- | ------------------------------------------------- |
| Pazzanu                              | Faddeda                      | L'associaziuoni                                   |
| Casa mia                             | Maluocchju                   | U congressu de surici                             |
| U muru                               | A rizza                      | U cuccu                                           |
| A stida                              | A scummisa                   | Si a bonanima                                     |
| A guttera                            | U Raccomandantu e... cartuni | U parienti npuzzunatu                             |
| U Cozzali                            | U doluri de muoli            | U programma                                       |
| L'emigratu                           | Si a nvidia fussa guarada    | A differenza                                      |

## Premio
La poesia omonima, che gli valse il 1° "premio letterario Sant'Andrea" nel 1996 a Sant'Andrea dello Jonio, è pervasa da un fortissimo sentimento di riconoscenza e d'amore.
Nel brano l'autore riscopre uomini, terre, sudori e fatiche.

## Edizioni
- Giuseppe Coniglio, A terra mia, Arti Grafiche Edizioni, 1998,  p. 317.